# Ellen Börtz
Rut Ellen Ingeborg Börtz, född Ekberg den 27 juni 1899 i Danderyd, död 7 juni 1993 i Stockholm, var en svensk konstnär, djurrättsaktivist och debattör. Hon bidrog till att frågan om plågsamma djurförsök och djurens rätt blev föremål för en folkrörelse i Sverige.

## Biografi
Ellen Börtz växte upp i Villa Gullinge på Granvägen i Danderyd i norra Stockholm. Hennes föräldrar var telegrafisten och fackboksförfattaren Anna Ekberg (född Nilenius) och kamreren Johan Axel Ekberg. Hon hade tre äldre syskon: Esther, Irma och Fritz.
År 1899, samma år som Ellen Börtz föddes, utkom hennes mor med kokboken med Hvad skola vi äta? Anvisningar att tillaga god och närande (hufvudsakligast enkel) hälsoenlig mat jämte några inledande kapitel om diet i allmänhet, samt för sjuka, för blifvande mödrar och för barn; öfvergångsdiet, matsedlar m. m på förlaget Gustaf Chelius. Boken var bland de första vegetariska kokböckerna, tillika handboken, på svenska och föregick bildandet av Svenska Vegetariska Föreningen (SVF) med fyra år.
Det kan förmodas att Anna Ekberg praktiserade det hon skrev och att Ellen Börtz därför växte upp som vegetarian. Förutom empiriskt bevandrad i kost och hälsa var modern djupt engagerad i djurens sak, något som tydliggjordes i dikter, prologer och stärkande sånger till årsmöten hos Nordiska Samfundet till bekämpande af det vetenskapliga djurplågeriet (nuvarande Djurens Rätt). Föräldrarna var socialt intresserade och vänner till Natanael Beskow, Elsa Beskows make. De var också aktiva medlemmar i samfundet samtidigt med Christian och Elna Tenow. Fadern skötte en tid revisorssysslan i föreningen.
Efter att ha gått ut Djursholms samskola fortsatte Ellen Börtz till folkskollärarutbildningen. Under en studieresa till Italien 1922 träffade hon sin blivande livskamrat, Johan Börtz, från Norra Mellby utanför Hässleholm. Båda familjerna var öppensinnade och utan invändningar mot deras klassöverskridande förlovning, som ingicks midsommaren 1927.
Paret deltog i slöjd- och teckningskursen på Nääs Slöjdlärarseminarium 1931. Året därpå föddes dottern Agneta Sofia, sedermera lärare, konstvetare och intendent på Nationalmuseum. Under 1940-talet gick Ellen Börtz på Isaac Grünewalds konstskola samt Otte Skölds målarskola (nuvarande Pernbys målarskola). År 1950 ställde hon ut tillsammans med Hemery Thunberg på Konstsalong Rålambshof i Stockholm. För sina verk erhöll hon, enligt henne själv, ”ganska skaplig kritik”. I samband med dotterns födelse flyttade paret Börtz in i Restaliden, en villa belägen i Alvik i Bromma i västra Stockholm. Hemmet fylldes av litteratur, musik och musicerande, samt konst, bland annat av konstnären Eva Bagge och av Ellen Börtz själv.

### Djurrätt
En försämrad syn bidrog till att Ellen Börtz konstnärskarriär hamnade i andra rummet. År 1956 besökte Ellen Börtz England och inspirerades av djurförsöksmotståndarna Lizzy Lind af Hageby och Leisa Schartau samt parlamentsledamoten för Labour, Peter Freeman. Några år tidigare hade hon i likhet med sina föräldrar tagit upp ett engagemang i Nordiska Samfundet till bekämpande af det vetenskapliga djurplågeriet. Tillsammans med sin make kom Ellen Börtz att under ett kvarts sekel bedriva ett opinions- och värvningsarbete som ökade medlemsantalet från 700 år 1951, till 14 000 år 1976. I ett drygt decennium hade samfundet sin bas med kontor, magasin och expedition öppen dygnet runt hos paret Börtz på Restaliden i Bromma.
För Ellen Börtz var det en medborgerlig plikt att stå upp mot oförrätter, och att alltid respektera sin meningsmotståndare. Självförtroendet att föra ut frågan hade hon med sig från uppväxten. Hon bevakade medierna och skrev artiklar mot plågsamma djurförsök och dåtidens försäljning och införskaffning av hundar och katter till dessa, samt djurfabriker, nöjesjakt, smärtsam behandling av skadedjur, tjurfäktning, det så kallade burfågel- respektive bandhundseländet och våld och grymhet i barnfilm och TV-program för barn. Hon argumenterade för vegetarianism och konsumentupplysning, till exempel märkning av ägg från burhöns.
Hon skrev propåer och inlagor till företag, till berörda myndigheter, riksdagsledamöter och biskopar; yrkade på böner för djuren i kyrkorna, och författade i sin mors efterföljd förslag till psalmer, bland annat en nydanande vers till Fader vår. Hon reste på kongresser, handledde nya lokalavdelningar, skötte det växande utskicket av broschyrer, affischer, märken och protestlistor, arrangerade demonstrationer i Stockholm på Djurens dag, och korresponderade med intresserade ungdomar, från Rosengård i Malmö till Samskolan i Danderyd.
Inte minst redigerade och författade Ellen Börtz texter till medlemstidningen Djurens rätt. Syftet var att sprida kunskap och väcka folkopinion med fakta och bilder från forskarnas egna redogörelser i den medicinska facklitteraturen. Ellen Börtz erfor att all vetenskap vid denna tid ansågs helig per se, och att frågan om plågsamma djurförsök därför blev mörklagd i medierna. Hennes uttalade mål bestod i att etablera djuren som ett partsintresse och att få till stånd en fri debatt med lika utrymme för och emot.
För Ellen Börtz utgjorde förtrycket av djur en omoralisk sedvänja på liknande sätt som kvinnoförtrycket, slaveriet av människor och förtrycket av arbetare. Att uppvisa grymhet skadade inte bara offret, det skadade förövaren – själsligt: ”Djurplågeri skadar människan värst, det förnedrar henne och förkväver det bästa inom henne, förmågan till medlidande.” Att omfatta alla medvarelser med solidaritet var en del av humanismen och ett led i samhällets kulturutveckling.
Om rationaliseringen och stordriften av djuren som ”maskiner” i animalieproduktionen skrev Ellen Börtz på 1960-talet: ”Liv är rörelse, verksamhet. Att beröva djuren denna fundamentala rätt, såsom nu sker med grisar och höns i djurfabrikerna, och i århundraden skett med korna, är ett svårt brott, som vi människor begår mot dessa våra medskapelser.”
Ellen Börtz recenserade även betydelsefulla titlar som Ruth Harrisons Animal machines, 1964, essäsamlingen Animals, men and morals (redaktörer: Roslind Godlovitch, Stanley Godlovitch och John Harris), 1971, och PC Jersilds roman Djurdoktorn, 1973. Det enträget framförda förslaget till TV att visa Djurens film av Victor Schonfeld och Myriam Alaux, 1982, rönte framgång 1984.
Med tiden gavs Ellen Börtz artiklar utrymme i tidningarnas spalter. Likväl, när de stora djurförsöksdebatterna gick av stapeln, i Göteborgs-Tidningen 1967 och i Svenska Dagbladet 1974, besattes de med enbart manliga debattörer.
År 1964 grundade Johan och Ellen Börtz Stiftelsen för Vetenskaplig Forskning utan Djurförsök (nuvarande Forska Utan Djurförsök) med syftet att utveckla alternativa metoder, exempelvis vävnadskulturer och datorsimulering. Inte lång tid därefter började medicinstudenter slå larm om plågsamma djurförsök, forskare offentligt ångra sin djurförsöksforskning, och riksdagsledamöter som Kerstin Anér lägga motioner i frågan. Författaren Eva Moberg tog ställning mot djurförsök i Dagens Nyheter, och skrev en pjäs på tematiken.
När riksdagen år 1978 beslöt att djurförsöken skulle begränsas — och inte utföras när det fanns alternativ — utgjorde det en principiell framgång för Ellen Börtz och rörelsen. Men kravet på testning av kemikalier, läkemedel och nya behandlingsmetoder hade lett till en lukrativ internationell industri: försöksdjursuppfödning. Därutöver representerades djuren av en liten minoritet av ledamöterna i de etiska nämnderna, en minoritet som kunde röstas ned i närapå alla beslut.
Till desillusionerade aktivister förmedlade Ellen Börtz mod: ”Det finns inga skäl att misströsta, vad det gäller är att inte ge upp utan trofast och energiskt arbeta vidare!” Inför samfundets 75-årsjubileum författade Ellen Börtz och Johan Börtz boken Nordiska Samfundet Mot Plågsamma Djurförsök 1882–1982, En hundraårig kamp för djurens rätt och människans värdighet, utgiven på Zindermans bokförlag i Göteborg.

### Sista åren
Under alla år var Johan Börtz hennes likasinnade och jämställda kollega i det intensiva arbetet. Långt upp i åldern kunde paret ses cyklandes tillsammans i en för dem typisk unisexklädsel: basker, skinnfria skor, långbyxor och trenchcoats med samfundets orange märke.
Också i sorgen efter att ha förlorat sitt enda barn år 1986 var de ett. Efter Johan Börtz bortgång 1988 bodde Ellen Börtz kvar på Restaliden fram till sin död 1993. Utöver sin folkrörelseinsats och två barnbarn lämnade hon efter sig en stor produktion målningar. Hon ligger begravd tillsammans med sin make på Norra Mellby kyrkogård.